# Major Key
『メジャー・キー』（Major key、Major 🔑）は、アメリカ合衆国のミュージシャンDJキャレドの9枚目のスタジオ・アルバム。2016年7月29日にウィ・ザ・ベスト・ミュージック・グループ及びエピック・レコードより発売された。このアルバムには、 フューチャー、ビッグ・ショーン、 リック・ロス、 ジェイ・Z、 ドレイク、 ナズ、 ケンドリック・ラマー、 ベティ・ライト、J・コール、ブライソン・ティラー、 ニッキー・ミナージュ、 クリス・ブラウン、オーガスト・アルシーナ、 ジェレマイ、コダック・ブラック、ヤング・ジージー、フレンチ・モンタナ、YG、ヨー・ガッティ、 グッチ・メイン、2チェインズ、ジェイダキス、ファボラス、ファット・ジョー、バスタ・ライムス、ケント・ジョーンズ、トラビス・スコット、リル・ウェイン、 メーガン・トレイナー、ウィズ・カリファ、ワーレイおよびマヴァドらがゲスト参加している。